# Скачков, Константин Николаевич
Константи́н Никола́евич Скачко́в (2 ноября 1922 — 21 февраля 1966) — командир батареи 1848-го истребительно-противотанкового артиллерийского полка 30-й истребительно-противотанковой артиллерийской бригады 7-й гвардейской армии Степного фронта, капитан. Герой Советского Союза.

## Биография

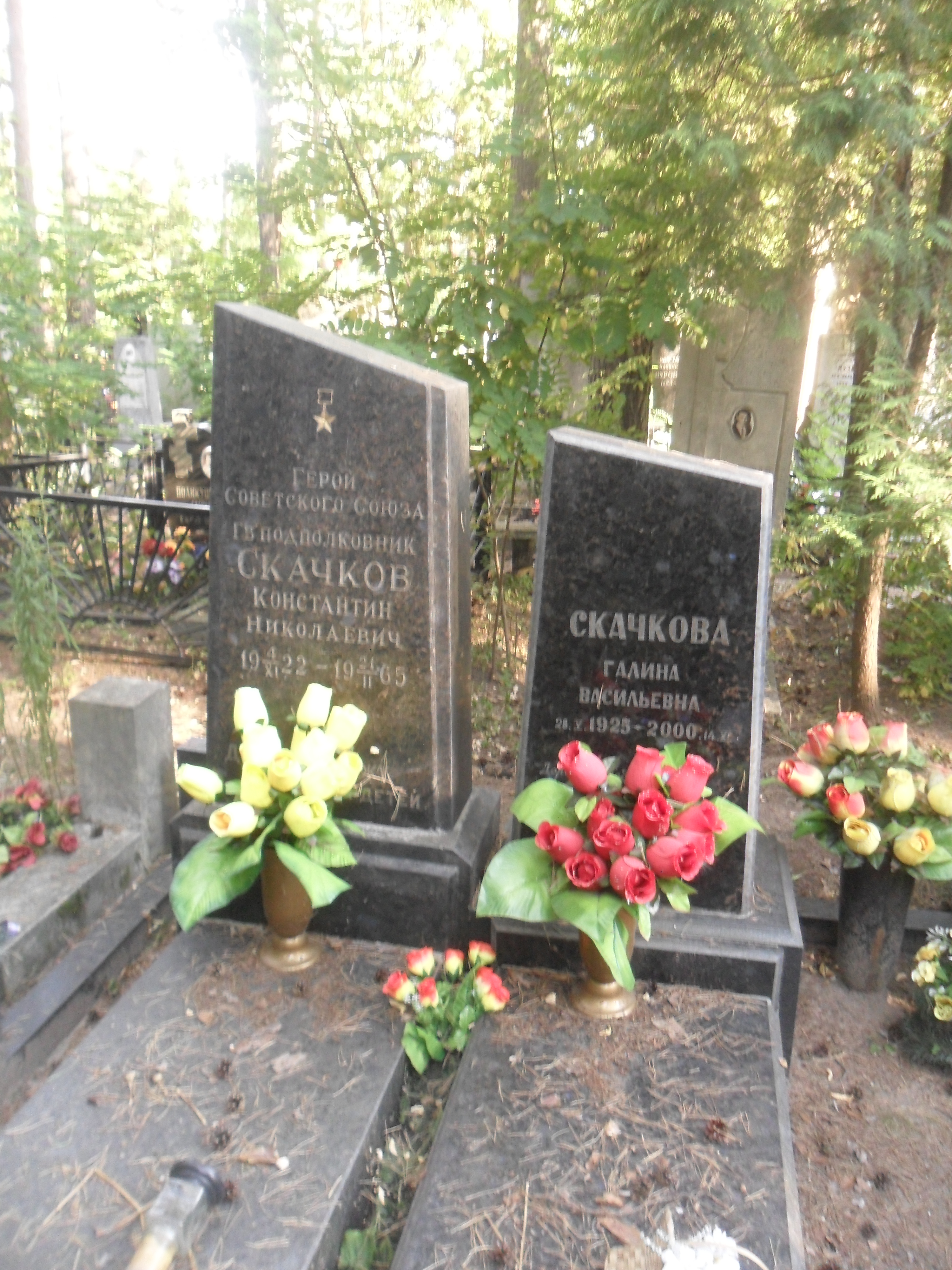
Могила Скачкова на Восточном кладбище Минска.

Родился 2 ноября 1922 года в деревне Лошаки Сычёвского уезда в крестьянской семье. Образование среднее.
В Красной Армии с июня 1941. В 1942 году окончил Смоленское артиллерийское училище (эвакуированное в Ирбит). Член ВКП/КПСС с 1942.
Участник Великой Отечественной войны: в действующей армии с 1942 года. Уже в августе 1942 года отличился в оборонительных боях за Воронеж, будучи в то время командиром огневого взвода 8-й истребительно-противотанковой артиллерийской бригады. Даже оставаясь без прикрытия пехоты, его артиллеристы вели огонь по врагу, а сам Скачков создал импровизированную группу прикрытия и отбивал атаки немецкой пехоты на позиции, лично застрелив несколько немцев.
Командир батареи 1848-го истребительно-противотанкового артиллерийского полка капитан Константин Скачков умело организовал 28 сентября 1943 года переправу батареи через реку Днепр в районе села Бородаевка Верхнеднепровского района Днепропетровской области Украины и в течение одиннадцати дней вместе со стрелковыми подразделениями отражал вражеские контратаки. 9 октября 1943 года был тяжело ранен, но продолжал руководить боем. Вверенная ему артиллерийская батарея уничтожила шесть танков и большое количество противников.
Указом Президиума Верховного Совета СССР от 26 октября 1943 года за образцовое выполнение боевых заданий командования и проявленные при этом мужество и героизм капитану Скачкову Константину Николаевичу присвоено звание Героя Советского Союза с вручением ордена Ленина и медали «Золотая Звезда».
После войны продолжал службу в армии. В 1946 году окончил Высшую офицерскую артиллерийскую школу, в 1957 году — Военную артиллерийскую академию, а в 1962 году — Высшие академические курсы при Военной артиллерийской академии.
Подполковник К. Н. Скачков скончался 21 февраля 1966 года. Похоронен в столице Белоруссии — Минске.
Награждён орденом Ленина, орденами Отечественной войны 1-й степени, Красной Звезды, медалями.